# Made for AdSense
Made for AdSense (MFA; z angličtiny vytvořeno pro AdSense) je typem webů zakládaných za účelem výdělku z reklam Google AdSense.

## Princip fungování
MFA web funguje na principu, který veškerý obsah směřuje tak, aby návštěvník webu kliknul na reklamu umístěnou na webu. Na webu však nesmí být výzva ke klinutí na reklamu. Pravidla projektu Google AdSense nedovolují vkládat na stránky výzvy ke kliknutí na reklamu. Weby, které neuposlechnou, a přesto výzvu vloží jsou pak Googlem penalizováni. Web tedy namísto relevantního a kvalitního obsahu vytváří obsah takový, aby byl populární pro vyhledávače (tzv. pagerank), nikoli pro čtenáře.
Na MFA webu jsou umístěna různá slova, která zaručí místa na předních pozicích ve vyhledávači. Tak například seznam nejnovějších filmů, či hudebních skladeb a k tomu přidané výrazy typu ke stažení zdarma nebo free download. Aby se MFA weby dostaly na přední pozice, často využívají i placenou reklamu v PPC systémech (Google AdWords, Sklik, Etarget a pod.) a kalkulují s tím, že klik v těchto systémech je bude stát méně, než pak vydělají díky kliku na reklamu na jejich MFA webu. Odborně se tomuto říká PPC arbitráž.

## Vzhled
MFA web může být snadno rozpoznatelný. Design je většinou jednoduchý a příjemný pro oko. Dominantní na webu jsou reklamy od Google AdSense, na rozdíl od ostatního obsahu.